# قائمة الاختصارات في الفلبين
تضم هذه القائمة أشهر الاختصارات في الفلبين. يجري استخدام الاختصارات على نطاق واسع في قطاعات مختلفة من المجتمع الفلبيني. غالبا ما تستخدم الاختصارات نظرا لطول أسماء المؤسسات في الفلبين، ويستفاد من الاختصارات في جعل اسم المؤسسة أو الشركة أقصر، بحيث تصبح أسهل في الاستعمال لمعظم السكان، لكنها تتسم بعدم الوضوح في بعض الأحيان.

## الاختصارات الجغرافية
- ALMASOR: تشير إلى Albay وMasbate وSorsogon معا، (ألباي، ماسبات، سورسوجون)
- BARMM: منطقة الحكم الذاتي بانجسامورو في مينداناو المسلمة
- BUDA: بوكيدنون - دافاو
- BXU : بوتوان
- Calabarzon: تشير إلى المنطقة التي تضم كافيت، لاجونا، باتانجاس، ريزال، كويزون
- CAMANAVA: كالوكان، مالابون، نافوتاس، فالينزويلا (شمال غرب مانيلا )
- CAR - منطقة كورديليرا الإدارية
- CEB - سيبو، إما المحافظة أو المدينة
- CDO - كاجايان دي أورو، شمال مينداناو
- CSFP - مدينة سان فرناندو، بامبانجا
- DVO - منطقة دافاو
- EDSA: طريق محيطي رئيسي (C-4) في مانيلا
- IGaCoS - آيلاند جاردن سيتي من سمال
- ILO - إيلويلو، إما المحافظة أو المدينة
- LB - لوس بانوس، لاغونا
- LP - لاس بيناس
- LeySam - ليتي وسمر
- Luzviminda - لوزون، فيساياس، مينداناو
- MARILAQUE - مانيلا، ريزال، لاجونا، كويزون
- Mimaropa - المنطقة ؛ ميندورو (الغربية والشرقية)، ماريندوك، رومبلون، بالاوان
- MisOcc - ميساميس أوتشيدنتال
- MisOr - ميساميس اورينتال
- MUNTAPAT - مونتنلوبا، تاجويج، باتيروس
- MUNTIPARLAS - مونتنلوبا، باراناك، لاس بيناس (جنوب العاصمة مانيلا )
- NCR - منطقة العاصمة الوطنية (حاضرة مانيلا )
- NIR - منطقة جزيرة نيجروس
  - BCD - باكولود
  - DGT - دوماجويتي
  - NegOcc - نيجروس أوكسيدنتال
  - NegOr - نيجروس أورينتال
- QC - مدينة كويزون
- Soccsksargen - منطقة ؛ جنوب كوتاباتو، كوتاباتو، سلطان كودارات، سارانجاني، جنرال سانتوس
  - GenSan - جنرال سانتوس
- VisMin - فيساياس، مينداناو
- ZC - مدينة زامبوانجا

## الأحزاب السياسية
- BAYAN - باجونج اليانسانغ ماكابيان
- Lakas - CMD: ديمقراطيون مسلمون مسيحيون
- LP - الحزب الليبرالي
- PROMDI - مبادرة تنمية بروبنسيا مونا
- STAND-UP - تحالف الطلاب من أجل النهوض بالحقوق الديمقراطية في آب
- UNIDO - المنظمة القومية الديمقراطية المتحدة
- UNA - التحالف القومي المتحد
- NP– الحزب القومي

## الشركات والتجارة
- BDO - بانكو دي أورو
- CEPALCO - شركة كاجايان للطاقة الكهربائية والإنارة
- iBank - بنك الصرافة الدولي
- LEYECO - مؤسسة ليوتي للكهرباء
- Meralco - شركة مانيلا للسكك الحديدية الكهربائية
- NAPOCOR / NPC - المؤسسة الوطنية للطاقة
- NGCP - شركة الشبكة الوطنية للفلبين
- PAL - الخطوط الجوية الفلبينية
- PBCom - البنك الفلبيني للاتصالات
- Philtranco - مؤسسة النقل الفلبينية
- Piltel - شركة الهاتف الفلبينية
- PLDT - شركة الهاتف الفلبينية للمسافات الطويلة
- PSBank - بنك التوفير الفلبيني
- VECO - شركة فيسايان للكهرباء

## اختصارات أخرى
- ABS-CBN - نظام بث ألتو - شبكة بث
- FFA - اتحاد كرة القدم الفلبينية
- GMA - منطقة مانيلا الكبرى ؛ جلوبال ميديا آرتس
- HUKBALAHAP - الجيش الشعبي ضد اليابانيين
- IBC - شركة إنتركونتيننتال برودكاستينج
- MILF: جبهة تحرير مورو الإسلامية
- MNLF - الجبهة الوطنية لتحرير مورو
- NPA - جيش الشعب الجديد
- MOA - مول آسيا
- NAMFREL - الحركة الوطنية للانتخابات الحرة
- PTV - شبكة التلفزيون الشعبية
- RPN - شبكة راديو الفلبين
- PCAC - لجنة الشكاوى والعمل الرئاسية
- PEFTOK - قوات المشاة الفلبينية إلى كوريا